# Protectionist Party
Die Protectionist Party war eine politische Partei in Australien, die von den 1880er Jahren bis zu ihrem Aufgehen in der Commonwealth Liberal Party im Jahr 1909 bestand. 
Ihr wesentliches Anliegen bildete die Durchsetzung einer Schutzzollpolitik, um die Entwicklung der einheimischen Industrie zu fördern. 
Nach der Formierung des Australischen Bundes 1901 setzte sie sich für eine stärkere Vereinheitlichung zwischen den Bundesstaaten ein. Maßnahmen in diesem Sinne waren zum Beispiel einheitliche Pensionsregelungen und eine einheitliche Spurbreite der Eisenbahnen. Abseits der Zollfrage waren die Ansichten von der Protectionist Party und der Free Trade Party oft ähnlicher als die der Kandidaten derselben Partei.
Die Wahlen von 1901 wurden als Plebiszit über die zukünftige generelle wirtschaftspolitische Ausrichtung Australiens angesehen. Die Zollpolitik war das wichtigste Wahlkampfthema. 
Die Protektionisten konnten nicht zuletzt durch den „Amtsbonus“ des Übergangspremiers Edmund Barton eine relative Stimmenmehrheit über die Free Trade Party erringen, waren, um Gesetze durchzubringen, jedoch auf die Unterstützung von Labor angewiesen. Daran sollte sich auch unter seinem Nachfolger Alfred Deakin (1903–04, 1905–08) nichts ändern.
Nachdem die Schutzzollpolitik durchgesetzt war, vereinigte sie sich aufgrund der steigenden Popularität der Labour Party mit der inzwischen in Anti-Socialist Party umgetauften, ehemaligen Free Trade Party, sowie 1909 auf deren Drängen hin zur Commonwealth Liberal Party.